# Sohm Glacier
Sohm Glacier är en glaciär i Antarktis. Den ligger i Västantarktis. Argentina, Chile och Storbritannien gör anspråk på området. Sohm Glacier ligger 805 meter över havet.
Terrängen runt Sohm Glacier är kuperad västerut, men österut är den bergig. En vik av havet är nära Sohm Glacier åt nordost. Trakten är obefolkad. Det finns inga samhällen i närheten.